# Mouthe
Mouthe je naselje in občina v francoskem departmaju Doubs regije Franche-Comté. Leta 2007 je naselje imelo 975 prebivalcev.

## Geografija
Kraj leži v pokrajini Franche-Comté znotraj naravnega regijskega parka Gornje Jure v bližini meje s Švico, 60 km južno od Besançona. V neposredni bližini kraja izvira reka Doubs, 453 km dolgi levi pritok Saone.

## Uprava
Mouthe je sedež istoimenskega kantona, v katerega so poleg njegove vključene še občine Bonnevaux, Brey-et-Maison-du-Bois, Chapelle-des-Bois, Châtelblanc, Chaux-Neuve, Le Crouzet, Fourcatier-et-Maison-Neuve, Gellin, Jougne, Labergement-Sainte-Marie, Longevilles-Mont-d'Or, Métabief, Petite-Chaux, Les Pontets, Reculfoz, Remoray-Boujeons, Rochejean, Rondefontaine, Saint-Antoine, Sarrageois, Vaux-et-Chantegrue in Les Villedieu s 7.430 prebivalci.
Kanton Mouthe je sestavni del okrožja Pontarlier.

## Zanimivosti
- cerkev Marijinega Vnebovzetja iz 18. stoletja,
- mestna hiša (1849),
- zimsko-športno središče Mouthe-Le Risoux,
- V kraju je bila leta 1968 zabeležena najnižja temperatura na ozemlju Francije doslej, -36,7 °C, od tod tudi vzdevek Mala Sibirija (Petite Sibérie).